# 山田信夫 (脚本家)
山田 信夫（やまだ のぶお、1932年（昭和7年）7月11日 - 1998年（平成10年）2月2日）は、日本の脚本家。

## 人物
中国・上海出身。父親は電気技師。上海から引き揚げ後は愛知県豊橋市で暮らす。工業高校卒業後、早稲田大学文学部に進学。大学では、やがて訪れるであろうカラー映像時代を見据えて美術を専攻。大学在学中に東宝の脚本研究生となる。
1956年に大学卒業後、大学の先輩のつてで作家の佐藤愛子宅に居候。居候生活の傍ら、女子高校の教師に就いた（数日で退職）後、名古屋のミュージックホールで文芸部員を務め、ミュージックホール閉鎖後はタブロイド新聞の記者を務めていた。「生きることに背き続けて来た」自分自身をモデルにそれを3人の登場人物に反映させた自身の作品『陽に背く者』が1958年にシナリオ作家協会コンクールに入選した。同年に日活と契約し、1970年にフリーとなる。1963年に『若もの－努の場合－』（TBS）で初のテレビドラマ脚本、同作で同年、第17回芸術祭奨励賞受賞。
小さな心象風景を細かく描くのが主な脚本の作風。最初は日本の映画やドラマには馴染めなかったと自ら話しており、『憎いあンちくしょう』（1962年・日活）の脚本では、封切当時酷評されたことがあったという。
『不毛地帯』（1976年・東宝）で第31回毎日映画コンクール脚本賞、『去っていく男』（1991年・フジテレビ）で第9回向田邦子賞を受賞。
プライベートでは、東京で暮らした後、妻の故郷の岡山県へ転居。妻が亡くなった後は高校生時代まで過ごした豊橋市へ転居。1987年頃、20歳年下の女性と再婚。息子は映画プロデューサー。

## 主な作品
- 「陽に背く者」（日活、1958年、脚本家デビュー作）
- 「清水の暴れん坊」（日活、1959年）
- 「男が命を賭ける時」（日活、1959年）
- 「アラブの嵐」（日活、1961年）
- 「硝子のジョニー 野獣のように見えて」(日活、1962年)
- 「暗殺」（松竹、1964年）
- 「恐怖の時間」 (東宝、1964年）
- 「執炎」（日活、1964年）
- 「明日は咲こう花咲こう」（日活、1965年）
- 「帰らざる波止場」（日活、1966年）
- 「大市民」（NHK、1966年）
- 「乱れ雲」（東宝、1967年）
- 「戦争と人間」（日活、1970年～1973年）
- 「内海の輪」（松竹、1971年）
- 「葦の浮舟」（NETテレビ、1971年）
- 「雪舞い」（日本テレビ、1974年）
- 「華麗なる一族」（東宝、1974年）
- 「雨のアムステルダム」（東宝、1975年）
- 「告訴せず」（東宝、1975年）
- 「放浪家族」（MBSテレビ、1975年）
- 「不毛地帯」（東宝、1976年）
- 「炎の舞」（東宝、1978年）
- 「突然の明日」(TBS、1980年)
- 「動乱」（東映、1980年）
- 「風の盆恋歌」（フジテレビ、1986年）
- 「ドン松五郎の大冒険」（東宝、1987年）
- 「薔薇色の罠」（日本テレビ、1989年）
- 「閨閥」(TBS、1990年）
- 「去っていく男」（フジテレビ、1991年、※向田邦子賞受賞）
- 「琉球の風」（NHK、1993年）
- 「されどわが愛」（NHK、1995年）

ほか

## 著書
- 『雨のアムステルダム』ワールドフォトプレス 1975年。
- 山田信夫原著、小原文子著『映画子象物語 地上に降りた天使』小学館、1986年7月。ISBN 978-4092900318。
- 『山田信夫テレビシナリオ傑作選』関西テレビ放送、1991年6月。ISBN 978-4906256358。